# آناکارسیس

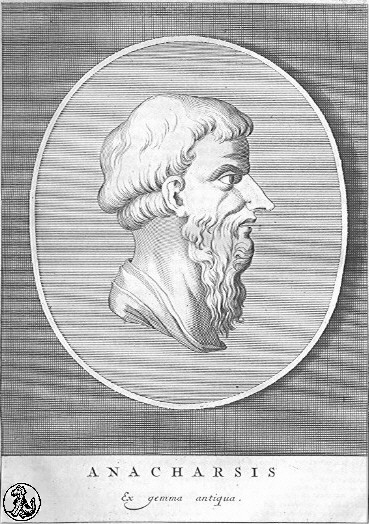
آناکارسیس

آناکارسیس یا آناخارسیس (به یونانی: Ἀνάχαρσις) فیلسوف ایرانی از تبار سکایی در سدهٔ ششم پیش از میلاد بود. او در آغاز سدهٔ ششم از میهنش در کرانه‌های شمالی دریای سیاه سفری به آتن نمود و با رُک‌گویی‌اش به عنوان یک بربر جلب توجه نمود. او را پیش‌گام مکتب کلبیون می‌انگارند. امروزه هیچ یک از کارهای او به جای نمانده است.

## زندگی
آناکارسیس برادر پادشاه سکاها، سائولیوس، بود و هر دوی آنها پسران پادشاه قبلی سکاها، گنوروس، بودند. جزئیات کمی در مورد زندگی آناخارسیس شناخته شده است. گفته می‌شود که او به یونان سفر کرده است چ، جایی که احتمالاً تحت تأثیر فرهنگ یونانی قرار گرفته است.
چنین می‌نماید که او در بسفور کیمری می‌زیسته است. آناکارسیس در جستجوی دانش آغاز به سفر نمود و در ۵۸۹ پیش از میلاد در روزگاری که سولون دیدگاه‌های خود را طرح می‌نمود به آتن رسید. او با سولون دوست شد و سخنان ساده و بی‌پرده‌اش در آتنیان اثر کرد. آنان او را به چشم فرزانه‌ای نگریستند و شیوهٔ سخن گفتنش نزد آنان زبانزدی شد به نام بحث سکایی.
آناکارسیس نخستین بیگانه‌ای بود که به امتیاز شهروندی آتن دست‌ یافت. افوروس اختراعات چندی را همانند چرخ کوزه‌گری و لنگر دوشاخه را بدو نسبت داده‌ است.
برپایهٔ سخن هرودوت او در بازگشت به سرزمین سکاها به دست برادرش کشته شد. کشته‌شدنش را به دلیل اثرگرفتن از فرهنگ یونانی و مخالفت با قربانی کردن برای مادرخدای سکایی سیبل دانسته‌اند.

## در فلسفه یونانی-رومی
سنت‌های یونانی-رومی بعدی، آناکارسیس را به عنوان نوعی «وحشی نجیب» که نماینده «حکمت بربر» بود، به شخصیتی افسانه‌ای تبدیل کردند، به همین دلیل یونانیان باستان او را به عنوان یکی از فرزانگان هفتگانه در نظر گرفتند، در نتیجه، آناکارسیس به چهره‌ای محبوب در ادبیات یونان تبدیل شد، و افسانه‌های زیادی درباره او پدید آمد، از جمله ادعاهایی مبنی بر اینکه او دوست سولون بوده است.
مورخ یونان باستان، افوروس، بعدها از این تصویر آناکارسیس برای خلق تصویری آرمانی از سکاها استفاده کرد،
سرانجام، آناخارسیس کاملاً به یک چهره ایده‌آل «مرد طبیعت» یا «وحشی نجیب» در ادبیات یونان و همچنین چهره محبوب کلبیون تبدیل شد، که اثری با عنوان «نامه‌های آناکارسیس» مربوط به سده سوم پیش از میلاد را به او نسبت می‌دادند.
به دلیل تبدیل شدن آناکارسیس به شخصیت مورد علاقه فیلسوفان یونانی، تقریباً تمام نوشته‌های باستانی مربوط به او مربوط به ادبیات یونانی است، که ارزیابی اطلاعات مربوط به خود آناکارسیس تاریخی را دشوار می‌کند.